# Đèo Tà Lương
Đèo Tà Lương là đèo trên quốc lộ 49 ở vùng giáp ranh xã Hương Nguyên và Hồng Hạ huyện A Lưới thành phố Huế, Việt Nam .

## Vị trí
Đỉnh đèo Tà Lương ở ranh giới 2 xã, gần với thôn Dùng xã Hương Nguyên, cách cầu Tà Lương trên sông Bồ cỡ 2,5 km về phía đông .
Đèo Tà Lương cách đèo Kim Quy 16°19′07″B 107°24′00″Đ / 16,318595°B 107,400002°Đ cỡ 5 km về phía tây. Đèo cách đầu tuyến quốc lộ 49 là Ngã ba Phú Thành 16°14′08″B 107°16′11″Đ / 16,235458°B 107,269722°Đ trên Đường Hồ Chí Minh ở xã Phú Vinh huyện A Lưới cỡ 21 km.